# نهر جمنة
نهر جمنة هو ثاني أكبر روافد نهر الغانج وأطول رافد في الهند. ينحدر من نهر يامونوتري الجليدي على ارتفاع 6387 متر (20955 قدمًا) على المنحدرات الجنوبية الغربية لقمم Banderpooch من جبال الهيمالايا السفلى في أوتاراخاند، ويقطع طولًا إجماليًا يبلغ 1376 كيلومترا (855 ميلا) ولديه نظام تصريف مساحته 366223 كيلومترًا مربعًا. (141399 ميل مربع)، 40.2 ٪ من حوض الغانج بأكمله. يندمج مع الغانج في Triveni Sangam ، Prayagraj، وهو موقع Kumbh Mela، وهو مهرجان هندوسي يقام كل 12 عامًا.